# Ergebnisse der Kommunalwahlen in Bamberg
In den folgenden Listen werden die Ergebnisse der Kommunalwahlen in Bamberg aufgelistet. Es werden die Ergebnisse der Stadtratswahlen seit 1946 angegeben.

## Parteien
- BaLi: Bamberger Linke Liste
- BHE: Bund der Heimatvertriebenen und Entrechteten
  - 1966 GDP-BHE Gesamtdeutsche Partei
- BP: Bayernpartei
  - 1966 als Bürgerblock-BP
- CSU: Christlich-Soziale Union in Bayern
- DFU: Deutsche Friedens-Union
  - 1956 als BdD: Bund der Deutschen, Partei für Einheit, Frieden und Freiheit
- DRP: Deutsche Reichspartei
- FDP: Freie Demokratische Partei
  - 1972–1978 als FDP/Freie Wähler-Bamberger Liste
  - 1984 als FDP/Freie Bürger
  - 1996 als FDP und Freie Bürger
- GAL: Grün-Alternative Liste
  - seit 2020: Grünes Bamberg
- KPD: Kommunistische Partei Deutschlands
  - 1972–1984 DKP: Deutsche Kommunistische Partei
- NPD: Nationaldemokratische Partei Deutschlands
- ÖDP: Ökologisch-Demokratische Partei
- REP: Die Republikaner
- SPD: Sozialdemokratische Partei Deutschlands
- Volt: Volt Deutschland
- WAV: Wirtschaftliche Aufbau-Vereinigung

## Wählergruppen
- BA: Bamberger Allianz (bis 2020 Bamberger Realisten)
- BBB: Bamberger Bürger-Block
- BHb: Bayerischer Heimatbund
- BM: Bambergs Mitte
- BuB: Bambergs unabhängige Bürger e.V

- DB: Deutscher Block
- FL: Freie Liste
- FlüL: Flüchtlingsliste
- LG: Liste Geyer
- UdA: Union der Ausgewiesenen
- ÜBG: Überparteiliche Wähler-Gemeinschaft
  - seit 2003 als FW: FREIE WÄHLER Bamberg e.V.
- ÜFAK: Liste der Flüchtlinge, Ausgewiesenen und Kriegsgeschädigten
- WGCA: Wahlgemeinschaft Christlicher Arbeitnehmer

## Abkürzungen
- Sonst.: Sonstige
- Wbt.: Wahlbeteiligung

## Stadtratswahlen 1946–1978
In der Tabelle sind alle Parteien angegeben, die mindestens ein Mal über 5 Prozent der Stimmen erhalten haben. In einer zweiten Tabelle werden die weiteren Parteien nach Prozentanteilen aufgeschlüsselt dargestellt.
Stimmenanteile der Parteien in Prozent
| Jahr | Wbt.  | CSU   | SPD   | FDP  | KPD/DKP | BP    | ÜFAK/BHE | FL   | DB   | ÜBG  | Sonst. |
| ---- | ----- | ----- | ----- | ---- | ------- | ----- | -------- | ---- | ---- | ---- | ------ |
| 1946 | 89,09 | 65,94 | 23,24 | 7,95 | 2,87    | –     | –        | –    | –    | –    |        |
| 1948 | 82,19 | 31,46 | 16,85 | 6,12 | 3,40    | 26,02 | 10,31    | –    | –    | –    | 5,75   |
| 1952 | 78,80 | 33,45 | 19,13 | 2,51 | 1,26    | 15,32 | 12,32    | 8,47 | 5,97 | –    | 1,57   |
| 1956 | 77,23 | 33,47 | 29,38 | 2,70 | 0,98    | 11,12 | 8,27     | 7,15 | –    | –    | 2,88   |
| 1960 | 73,41 | 40,63 | 35,16 | 2,96 | –       | 5,89  | 6,77     | 6,32 | –    | –    | 2,26   |
| 1966 | 66,27 | 47,75 | 37,20 | 5,66 | –       | 2,64  | 4,00     | 6,32 | –    | –    | 2,75   |
| 1972 | 69,78 | 49,13 | 39,96 | 4,29 | 0,51    | –     | –        | –    | –    | 6,11 | –      |
| 1978 | 69,30 | 57,14 | 28,70 | 4,98 | 1,23    | –     | –        | –    | –    | 7,96 | –      |

Stimmenanteile der Parteien unter 5 Prozent in Prozent
| Jahr | WAV  | UdA  | FlüL | LG   | DRP  | WGCA | BHb  | BdD/DFU | NPD  |
| ---- | ---- | ---- | ---- | ---- | ---- | ---- | ---- | ------- | ---- |
| 1946 | –    | –    | –    | –    | –    | –    | –    | –       | –    |
| 1948 | 3,61 | 1,14 | 1,10 | –    | –    | –    | –    | –       | –    |
| 1952 | –    | –    | –    | 1,57 | –    | –    | –    | –       | –    |
| 1956 | –    | –    | –    | –    | 4,04 | 1,48 | 0,89 | 0,51    | –    |
| 1960 | –    | –    | –    | –    | 2,26 | –    | –    | –       | –    |
| 1966 | –    | –    | –    | –    | –    | –    | –    | 0,98    | 1,77 |
| 1972 | –    | –    | –    | –    | –    | –    | –    | –       | –    |
| 1978 | –    | –    | –    | –    | –    | –    | –    | –       | –    |

Sitzverteilung
Es ist zu beachten, dass neben den gewählten Stadträten auch der Oberbürgermeister dem Gremium „Stadtrat“ angehört. Die in diesem Absatz als Gesamtzahl an Sitzen genannte Zahl berücksichtigt nur die Stadträte ohne Oberbürgermeister.
Die folgende Aufstellung gibt die Sitzverteilung an, die sich aus dem jeweiligen Wahlergebnis ergeben hat.
| Jahr | Gesamt | CSU | SPD | FDP | KPD/DKP | BP | ÜFAK/BHE | FL | DB | ÜBG | Sonst. |
| ---- | ------ | --- | --- | --- | ------- | -- | -------- | -- | -- | --- | ------ |
| 1946 | 411,2  | 28  | 9   | 3   | 1       | –  | –        | –  | –  | –   | –      |
| 1948 | 421    | 15  | 7   | 2   | 1       | 12 | 4        | –  | –  | –   | 13     |
| 1952 | 421    | 15  | 8   | 1   | –       | 7  | 5        | 3  | 3  | –   | –      |
| 1956 | 421    | 15  | 14  | 1   | –       | 5  | 3        | 3  | –  | –   | 14     |
| 1960 | 421    | 18  | 15  | 1   | –       | 2  | 3        | 2  | –  | –   | 14     |
| 1966 | 421    | 21  | 17  | 2   | –       | 1  | 1        | –  | –  | –   | –      |
| 1972 | 441    | 22  | 18  | 2   | –       | –  | –        | –  | –  | 2   | –      |
| 1978 | 441    | 26  | 13  | 2   | –       | –  | –        | –  | –  | 3   | –      |

Fußnoten
1 Dem Gremium „Stadtrat“ gehört neben den Stadträten auch noch der Oberbürgermeister an.

2 1946 wurden zunächst nur 30 Sitze vergeben. Sie verteilten sich folgendermaßen: CSU 21, SPD 7, FDP 1, KPD 0. Die Sitzanzahl wurde auf Grund eines Erlasses des Bayerischen Staatsministeriums des Inneren auf 41 erhöht.

3 WAV

4 DRP

## Stadtratswahlen 1984–2020
In der Tabelle sind alle Parteien angegeben, die mindestens ein Mal über 5 Prozent der Stimmen erhalten haben. In einer zweiten Tabelle werden die weiteren Parteien nach Prozentanteilen aufgeschlüsselt dargestellt.
Stimmenanteile der Parteien in Prozent
| Jahr | Wbt.  | CSU   | SPD   | GAL/GB | ÜBG/FW | BBB   | BuB  | REP  | AfD | Sonst. |
| ---- | ----- | ----- | ----- | ------ | ------ | ----- | ---- | ---- | --- | ------ |
| 1984 | 63,68 | 54,30 | 29,30 | 6,59   | 5,16   | –     | –    | –    | –   | 4,65   |
| 1990 | 65,70 | 41,68 | 29,14 | 9,55   | 4,23   | 2,03  | –    | 5,97 | –   | 7,40   |
| 1996 | 54,93 | 40,56 | 19,78 | 11,67  | 14,05  | 2,81  | –    | 2,50 | –   | 8,63   |
| 2002 | 50,33 | 40,89 | 20,03 | 13,03  | 7,96   | 10,25 | –    | 2,10 | –   | 5,75   |
| 2008 | 48,24 | 32,57 | 22,38 | 16,45  | 6,23   | 11,80 | –    | 2,14 | –   | 8,44   |
| 2014 | 44,39 | 27,51 | 21,50 | 18,59  | 8,07   | 7,90  | 7,13 | –    | –   | 9,30   |
| 2020 | 55,5  | 22,8  | 16,2  | 27,0   | 3,4    | 4,5   | 2,9  | –    | 4,8 | –      |

Stimmenanteile der Parteien unter 5 Prozent in Prozent
| Jahr | BaLi | FDP  | BR   | ÖDP  | DKP  | Volt | BM  |
| ---- | ---- | ---- | ---- | ---- | ---- | ---- | --- |
| 1984 | –    | 4,30 | –    | –    | 0,35 | –    | –   |
| 1990 | –    | 4,73 | –    | 2,67 | –    | –    | –   |
| 1996 | –    | 3,64 | 2,23 | 2,76 | –    | –    | –   |
| 2002 | –    | 3,63 | 2,12 | –    | –    | –    | –   |
| 2008 | –    | 3,71 | 4,73 | –    | –    | –    | –   |
| 2014 | 3,26 | 3,04 | 3,00 | –    | –    | –    | –   |
| 2020 | 3,6  | 2,8  | –    | 2,2  | –    | 2,1  | 1,3 |

Sitzverteilung
Bei der Sitzverteilung ist zu beachten, dass neben den gewählten Stadträten auch der Oberbürgermeister dem Gremium „Stadtrat“ angehört. Die in diesem Absatz als Gesamtzahl an Sitzen genannte Zahl berücksichtigt nur die Stadträte ohne Oberbürgermeister.
Die folgende Aufstellung gibt die Sitzverteilung an, die sich aus dem jeweiligen Wahlergebnis ergeben hat.
| Jahr | Gesamt | CSU | SPD | GAL/GB | ÜBG/FW | FDP | BBB | BuB | BaLi | BR | REP | BA | ÖDP | PARTEI | AfD | Volt | BM |
| ---- | ------ | --- | --- | ------ | ------ | --- | --- | --- | ---- | -- | --- | -- | --- | ------ | --- | ---- | -- |
| 1984 | 441    | 25  | 13  | 3      | 2      | 1   | –   | –   | –    | –  | –   |    | –   |        | –   | –    | –  |
| 1990 | 441    | 20  | 13  | 4      | 2      | 2   | –   | –   | –    | –  | 2   |    | 1   |        | –   | –    | –  |
| 1996 | 441    | 19  | 9   | 5      | 6      | 1   | 1   | –   | –    | 1  | 1   |    | 1   |        | –   | –    | –  |
| 2002 | 441    | 19  | 9   | 6      | 3      | 1   | 4   | –   | –    | 1  | 1   |    | –   |        | –   | –    | –  |
| 2008 | 441    | 15  | 10  | 7      | 3      | 1   | 5   | –   | –    | 2  | 1   |    | –   |        | –   | –    | –  |
| 2014 | 441    | 12  | 10  | 8      | 4      | 1   | 4   | 3   | 1    | 1  | –   |    | –   |        | –   | –    | –  |
| 2020 | 441    | 10  | 7   | 12     | 1      | 1   | 2   | 1   | 2    | –  | –   | 2  | 1   | 1      | 2   | 1    | 1  |

Fußnoten
1 Dem Gremium „Stadtrat“ gehört neben den Stadträten auch noch der Oberbürgermeister an.